# Grande Prêmio de Mônaco de 1999
Resultados do Grande Prêmio de Mônaco de Fórmula 1 realizado em Montecarlo em 16 de maio de 1999. Quarta etapa da temporada, teve como vencedor o alemão Michael Schumacher, que subiu ao pódio junto a Eddie Irvine numa dobradinha da Ferrari, com Mika Häkkinen em terceiro pela McLaren-Mercedes.

## Classificação da prova

### Treino oficial
| Pos.                      | Nº | Piloto                | Construtor         | Tempo    | Diferença |
| ------------------------- | -- | --------------------- | ------------------ | -------- | --------- |
| 1                         | 1  | Mika Häkkinen         | McLaren-Mercedes   | 1:20.547 |           |
| 2                         | 3  | Michael Schumacher    | Ferrari            | 1:20.611 | + 0.064   |
| 3                         | 2  | David Coulthard       | McLaren-Mercedes   | 1:20.956 | + 0.409   |
| 4                         | 4  | Eddie Irvine          | Ferrari            | 1:21.011 | + 0.464   |
| 5                         | 16 | Rubens Barrichello    | Stewart-Ford       | 1:21.530 | + 0.983   |
| 6                         | 8  | Heinz-Harald Frentzen | Jordan-Mugen/Honda | 1:21.556 | + 1.009   |
| 7                         | 19 | Jarno Trulli          | Prost-Peugeot      | 1:21.769 | + 1.222   |
| 8                         | 22 | Jacques Villeneuve    | BAR-Supertec       | 1:21.827 | + 1.280   |
| 9                         | 9  | Giancarlo Fisichella  | Benetton-Playlife  | 1:21.938 | + 1.391   |
| 10                        | 10 | Alexander Wurz        | Benetton-Playlife  | 1:21.968 | + 1.421   |
| 11                        | 5  | Alessandro Zanardi    | Williams-Supertec  | 1:22.152 | + 1.605   |
| 12                        | 23 | Mika Salo             | BAR-Supertec       | 1:22.241 | + 1.694   |
| 13                        | 17 | Johnny Herbert        | Stewart-Ford       | 1:22.248 | + 1.701   |
| 14                        | 11 | Jean Alesi            | Sauber-Petronas    | 1:22.354 | + 1.807   |
| 15                        | 12 | Pedro Paulo Diniz     | Sauber-Petronas    | 1:22.659 | + 2.112   |
| 16                        | 6  | Ralf Schumacher       | Williams-Supertec  | 1:22.719 | + 2.172   |
| 17                        | 18 | Olivier Panis         | Prost-Peugeot      | 1:22.738 | + 2.191   |
| 18                        | 7  | Damon Hill            | Jordan-Mugen/Honda | 1:22.832 | + 2.285   |
| 19                        | 15 | Toranosuke Takagi     | Arrows             | 1:23.290 | + 2.743   |
| 20                        | 20 | Luca Badoer           | Minardi-Ford       | 1:23.765 | + 3.218   |
| 21                        | 14 | Pedro de La Rosa      | Arrows             | 1:24.260 | + 3.713   |
| 22                        | 21 | Marc Gené             | Minardi-Ford       | 1:24.914 | + 4.367   |
| Limite dos 107%: 1:26.185 |    |                       |                    |          |           |
| Fonte:                    |    |                       |                    |          |           |

### Corrida
| Pos.   | Nº | Piloto                | Construtor         | Voltas | Tempo/Diferença   | Grid | Pontos |
| ------ | -- | --------------------- | ------------------ | ------ | ----------------- | ---- | ------ |
| 1      | 3  | Michael Schumacher    | Ferrari            | 78     | 1:49:31.812       | 2    | 10     |
| 2      | 4  | Eddie Irvine          | Ferrari            | 78     | + 30.476          | 4    | 6      |
| 3      | 1  | Mika Häkkinen         | McLaren-Mercedes   | 78     | + 37.483          | 1    | 4      |
| 4      | 8  | Heinz-Harald Frentzen | Jordan-Mugen/Honda | 78     | + 54.009          | 6    | 3      |
| 5      | 9  | Giancarlo Fisichella  | Benetton-Playlife  | 77     | + 1 volta         | 9    | 2      |
| 6      | 10 | Alexander Wurz        | Benetton-Playlife  | 77     | + 1 volta         | 10   | 1      |
| 7      | 19 | Jarno Trulli          | Prost-Peugeot      | 77     | + 1 volta         | 7    |        |
| 8      | 5  | Alessandro Zanardi    | Williams-Supertec  | 76     | + 2 voltas        | 11   |        |
| 9      | 16 | Rubens Barrichello    | Stewart-Ford       | 71     | Suspensão         | 5    |        |
| Ret    | 6  | Ralf Schumacher       | Williams-Supertec  | 54     | Acidente          | 16   |        |
| Ret    | 11 | Jean Alesi            | Sauber-Petronas    | 50     | Suspensão         | 14   |        |
| Ret    | 12 | Pedro Paulo Diniz     | Sauber-Petronas    | 49     | Suspensão         | 15   |        |
| Ret    | 18 | Olivier Panis         | Prost-Peugeot      | 40     | Motor             | 18   |        |
| Ret    | 2  | David Coulthard       | McLaren-Mercedes   | 36     | Câmbio            | 3    |        |
| Ret    | 23 | Mika Salo             | BAR-Supertec       | 36     | Freios            | 12   |        |
| Ret    | 15 | Toranosuke Takagi     | Arrows             | 36     | Motor             | 19   |        |
| Ret    | 22 | Jacques Villeneuve    | BAR-Supertec       | 32     | Vazamento de óleo | 8    |        |
| Ret    | 17 | Johnny Herbert        | Stewart-Ford       | 32     | Suspensão         | 13   |        |
| Ret    | 14 | Pedro de La Rosa      | Arrows             | 30     | Câmbio            | 21   |        |
| Ret    | 21 | Marc Gené             | Minardi-Ford       | 24     | Acidente          | 22   |        |
| Ret    | 20 | Luca Badoer           | Minardi-Ford       | 10     | Câmbio            | 20   |        |
| Ret    | 7  | Damon Hill            | Jordan-Mugen/Honda | 3      | Colisão           | 17   |        |
| Fonte: |    |                       |                    |        |                   |      |        |

## Tabela do campeonato após a corrida
| Pos. | Piloto                | Pontos |
| ---- | --------------------- | ------ |
| 1    | Michael Schumacher    | 26     |
| 2    | Eddie Irvine          | 18     |
| 3    | Mika Häkkinen         | 14     |
| 4    | Heinz-Harald Frentzen | 13     |
| 5    | Ralf Schumacher       | 7      |

| Pos. | Construtor         | Pontos |
| ---- | ------------------ | ------ |
| 1    | Ferrari            | 44     |
| 2    | McLaren-Mercedes   | 20     |
| 3    | Jordan-Mugen/Honda | 16     |
| 4    | Benetton-Playlife  | 8      |
| 5    | Williams-Supertec  | 7      |